# 果园街道
果园街道是中国北京市密云区下辖的一个街道。

## 行政区划
果园街道下辖9个社区：康居、新北路、兴云、果园西里、果园新里、果园新里北区、密西花园、季庄、康馨雅苑。